# Psychotria andapae
Psychotria andapae är en måreväxtart som beskrevs av Aaron Paul Davis och Rafaël Herman Anna Govaerts. Psychotria andapae ingår i släktet Psychotria och familjen måreväxter. Inga underarter finns listade i Catalogue of Life.